# Mauvais Caractères
Mauvais Caractères est une nouvelle d’Anton Tchekhov, parue en 1886.

## Historique
Mauvais Caractères  est initialement publiée dans la revue russe Temps nouveaux, numéro 3810, du 7 octobre 1886, sous le pseudonyme A.Tchekhonte. Aussi traduit en français sous le titre Les Gens difficiles. Autre traduction connue sous le titre Des gens maussades.

## Résumé
La famille Chiriaïev est réunie pour le souper. L’aîné, Piotr, demande de l’argent à son père Evgraf pour sa nouvelle année d’études à Moscou : onze roubles pour le train, quinze roubles pour sa nourriture et sa chambre, six roubles pour une nouvelle paire de bottes, puis un nouveau pantalon.
C’est est trop pour Evgraf. Il explose, jette son portefeuille au milieu de la table et s'écrie : « Prenez tout ! Dévalisez-moi ! Prenez-moi à la gorge ! ». Puis, il quitte la maison. 
Piotr, qui a vécu maintes fois cette scène, ne supporte plus les reproches de son père. Il sort également de la maison. Dehors, dans les champs, il s’imagine partir à pied pour Moscou, mourir de faim en route, et les journaux en feraient retomber la faute sur le père. Quand la bruine commence, il prend le chemin de la maison : toute la famille est là. 
Piotr dit ses quatre vérités à son père. Les cris fusent de nouveau, puis chacun va dans son coin en maudissant les autres.
À cinq heures du matin, Piotr quitte la maison pour prendre le train. Son père ne lui dit pas au revoir, mais simplement une recommandation : « L’argent est sur le guéridon. »

## Édition française
- Mauvais Caractères, traduit par Madeleine Durand et Édouard Parayre, révision de Lily Dennis, éditions Gallimard, Bibliothèque de la Pléiade, 1967  (ISBN 978 2 07 0105 49 6).